# Evarcha rotundibulbis
Evarcha rotundibulbis är en spindelart som beskrevs av Wesolowska, Tomasiewicz 2008. Evarcha rotundibulbis ingår i släktet Evarcha och familjen hoppspindlar. Inga underarter finns listade i Catalogue of Life.